# Barbara Wohlmuth
Barbara Wohlmuth (13 de outubro de 1967) é uma matemática alemã.
É conhecida por seu trabalho em solução numérica de equações diferenciais. É desde 2010 professora de matemática numérica da Universidade Técnica de Munique.
Foi laureada com o Prêmio Gottfried Wilhelm Leibniz de 2012.